# マカピリ

マカピリの旗

マカピリ（Makapili）とは、太平洋戦争（大東亜戦争）中にフィリピンで日本を軍事支援していたフィリピン人による組織。日本側の正式呼称は比島愛国同志会である。
1944年12月、フィリピン第二共和国（ホセ・ラウレル政権）統治下のフィリピンで発足した。その幹部には、米比戦争でフィリピン軍を指揮したアルテミオ・リカルテや、独立運動家のベニグノ・ラモスなどが就いた。旧ガナップ党員などの親日派民兵（フィリピン・ガード）を集成して総兵力5000名と称し、主にアメリカ極東陸軍からの鹵獲兵器である各種小火器で武装していた。フィリピン第二共和国はわずかな大統領親衛隊を除いて軍隊を持たなかったため、マカピリが日本軍に協力する現地武装組織の中核だった。フィリピンの戦いに参加した。